# Herbert Louis Samuel
Herbert Louis Samuel (Liverpool, Inglaterra, 6 de noviembre de 1870 - 2 de febrero de 1963) fue un político diplomático británico. Fue el primer judío practicante miembro del gabinete británico.

## Estudios
Tuvo una educación religiosa. Aunque no fue practicante de la religión, para seguir siendo miembro de la comunidad judía, mantuvo el kosher y el Shabat "por razones higiénicas".
Realizó sus estudios en la University College School en Hampstead, Londres y en la Universidad de Oxford. 

## Carrera política
Samuel fue un destacado miembro del Parlamento Inglés en representación del Partido Liberal y participó del gabinete inglés en 1909 con el primer ministro Herbert Henry Asquith, primero como Canciller del Ducado de Lancaster, y más tarde como Postmaster General, presidente de la Junta de Gobierno Local y finalmente como Secretario de Gobierno, el primer practicante judío nombrado para el gabinete británico. El orador presentó la idea de establecer un protectorado británico sobre Palestina en 1915, y sus ideas influyeron en la Declaración Balfour en 1917. 
Cuando el Partido Liberal se dividió entre Asquith y Lloyd George en 1916, Samuel quedó del lado de Asquith, y de ese modo quedó fuera del nuevo gabinete cuando Lloyd George fue nombrado primer ministro.

## Alto Comisionado del Mandato Británico de Palestina
Gran Bretaña ocupó Palestina, que había formado parte del Imperio otomano, ya en plena partición, en 1917. Samuel perdió su escaño en las elecciones de 1918 y se convirtió en un candidato a representar los intereses británicos en el territorio. Fue nombrado para el cargo de Alto Comisionado en 1920 una vez que el mandato británico fue concedido por la Sociedad de Naciones. Fue el primer Alto Comisionado (específicamente gobernador) del Mandato Británico de Palestina y fungió como tal hasta 1925. Fue el primer judío en gobernar la histórica Tierra de Israel en dos mil años.
Fue nombrado Caballero de la Excelentísima Orden del Imperio Británico (GBE), el 11 de junio de 1920.
Como Alto Comisionado, Samuel trató de demostrar su neutralidad y trató de mediar entre los intereses árabes y sionistas trabajando para frenar la inmigración judía y ganarse la confianza de la población árabe. La costumbre islámica hasta ese momento era que el líder espiritual, el gran muftí de Jerusalén, fuese elegido por el gobernador. Después de que los británicos conquistaron Palestina, Herbert Samuel nombró al líder islámico. Eligió a Hajj Amin al Husseini, quien en el futuro se aliaría al régimen nazi de Adolfo Hitler.

## Retorno a Gran Bretaña
A su regreso a Gran Bretaña en 1925, el primer ministro Stanley Baldwin consultó a Samuel para examinar los problemas de la industria minera. La Comisión Samuel publicó su informe en marzo de 1926 recomendando de que la industria precisa una reorganización, pero que rechaza la sugerencia de nacionalización. El informe también recomendó que el gobierno debería retirarle la subvención a los mineros y que los salarios deberían reducirse. 
El informe fue uno de los principales factores que dieron lugar a una huelga general en el Reino Unido en 1926. 
Herbert Samuel regresó a la Cámara de los Comunes después de las elecciones generales de 1929 en el Reino Unido. Dos años más tarde se convirtió en líder del Partido Liberal (el primer judío en liderar un importante partido político británico), así como secretario de Estado del Gobierno del primer ministro Ramsay MacDonald. Dirigió a los liberales (con excepción del pequeño Partido Liberal Nacional de Sir John Simon) durante el gobierno en 1932. Permaneció líder del Partido Liberal de nuevo hasta que perdió su escaño en 1935. 
En 1937 le fue concedido el título de Vizconde Samuel; ese mismo año, Samuel se alineó con el primer ministro Neville Chamberlain en la política de apaciguamiento hacia Adolf Hitler. 
Samuel luego se convirtió en el líder del Partido Liberal en la Cámara de los Lores (1944-55). 
Su hijo Edwin Herbert Samuel, 2nd Viscount Samuel sirvió en la Legión Judía.

## Emprendimientos literarios
En sus últimos años, preocupado por el futuro de la humanidad y de la ciencia, escribió tres notables libros: Essays in Physics (1951), En busca de la realidad (1957) y un trabajo de colaboración, A Threefold Cord: Philosophy, Science, Religion (1961). Las tres obras suelen estar en conflicto con las creencias de la creación científica. Herbert Dingle fue su colaborador y amigo de los últimos trabajos.

## Familia
Fue tío del padre de Rosalind Franklin.

## Literatura
- John Bowle, Viscount Samuel: A Biography (Victor Gollancz, 1957)
- Viscount Samuel, Memoirs 1945
- Bernard Wasserstein, Herbert Samuel: A Political Life (Clarendon Press, 1992)